# Epamera agnes
Epamera agnes är en fjärilsart som beskrevs av Aurivillius 1897. Epamera agnes ingår i släktet Epamera och familjen juvelvingar. Inga underarter finns listade i Catalogue of Life.